# Michael Duignan

Bischofswappen von Michael Duignan

Michael Duignan (* 15. Juli 1970 in Rooskey, Bealnamulla, Athlone) ist ein irischer Geistlicher und römisch-katholischer Bischof von Clonfert und Galway und Kilmacduagh.

## Leben
Michael Duignan, das älteste von sechs Kindern, studierte an der Päpstlichen Universität Gregoriana in Rom, empfing am 17. Juli 1994 durch Bischof Dominic Joseph Conway das Sakrament der Priesterweihe für das Bistum Elphin und erwarb im folgenden Jahr das Lizenziat in Theologie.
Von 1995 bis 1997 war er in der Pfarrseelsorge tätig und studierte anschließend erneut an der Gregoriana, wo er zum Dr. theol. promoviert wurde. Von 2002 bis 2005 lehrte er Theologie und Religionspädagogik am St. Angela’s College in Sligo. Ab 2008 war er Diözesandirektor und ab 2014 auf nationaler Ebene verantwortlich für den Ständigen Diakonat. Ab 2014 war er zudem Diözesansekretär, Kanzler der Diözesankurie und Bischofsvikar für die Bildung.
Am 16. Juli 2019 ernannte ihn Papst Franziskus zum Bischof von Clonfert. Sein Amtsvorgänger John Kirby spendete ihm am 13. Oktober desselben Jahres die Bischofsweihe. Mitkonsekratoren waren der Apostolische Nuntius in Irland, Erzbischof Jude Thaddeus Okolo, und der Erzbischof von Tuam, Michael Neary.
Papst Franziskus bestellte ihn am 11. Februar 2022 zum Bischof von Galway und Kilmacduagh unter gleichzeitiger Vereinigung der Bistümer Clonfert und Galway und Kilmacduagh in persona episcopi. Seine Amtseinführung erfolgte am 1. Mai 2022 in Anwesenheit des Apostolischen Nuntius Jude Thaddeus Okolo.